# Bathyraja meridionalis
Bathyraja meridionalis és una espècie de peix de la família dels raids i de l'ordre dels raïformes.

## Morfologia
- Els mascles poden assolir 120 cm de longitud total.[4]

## Reproducció
És ovípar i les femelles ponen càpsules d'ous, les quals presenten com unes banyes a la closca.

## Hàbitat
És un peix marí, de clima polar (53°S-56°S, 180°W-180°E) i demersal que viu fins als 800 m de fondària.

## Distribució geogràfica
Es troba a l'oceà Atlàntic sud-occidental (l'Argentina) i l'oceà Antàrtic (l'illa Geòrgia del Sud).

## Observacions
És inofensiu per als humans.